# Mokhtar Brahim Adda
Mokhtar Brahim Adda (en arabe : مختار براهيم عدة) est un footballeur international algérien né le 1er mars 1976 à Oran. Il évoluait au poste de milieu de terrain.

## Biographie

### En club
Il évolue en première division algérienne avec son club formateur, l'ASM Oran puis il part jouer dans des clubs de divisions inférieures comme l'USM Bel Abbès, le SA Mohammadia et le GC Mascara.

### En équipe nationale
Il honore trois sélections en équipe d'Algérie en 1998. Son premier match avec Les Verts a eu lieu le 5 juin 1998 contre la Bulgarie (défaite 2-0). Son dernier match a eu lieu le 14 août 1998 contre la Libye (victoire 3-0).